# 黄坛水库
黄坛水库是中国浙江省宁波市宁海县境内的一座水库，位于黄坛溪上，建于1958年。水库集雨面积为114平方千米，海拔为90米。